# Cethegus lugubris
Espèce
Cethegus lugubris est une espèce d'araignées mygalomorphes de la famille des Euagridae.

## Distribution
Cette espèce est endémique du Queensland en Australie. Elle se rencontre vers Somerset et East Lockerbie.

## Description
La carapace de la femelle décrite par Raven en 1984 mesure 6,96 mm de long sur 5,44 mm et l'abdomen 10,31 mm de long sur 7,50 mm.

## Publication originale
- Thorell, 1881 : Studi sui Ragni Malesi e Papuani. III. Ragni dell'Austro Malesia e del Capo York, conservati nel Museo civico di storia naturale di Genova. Annali del museo civico di storia naturale di Genova, vol. 17, p. 1-727 (texte intégral).